# Berson
Berson é uma comuna francesa na região administrativa da Nova Aquitânia, no departamento da Gironda. Estende-se por uma área de 17,95 km². Em 2010 a comuna tinha 1 838 habitantes (densidade: 102,4 hab./km²).